# Фурукава, Мотохиса
Мотохиса Фурукава (яп. 古川 元久; род. 6 декабря 1965, Нагоя) — японский политический и государственный деятель, депутат Палаты представителей (с 1996), исполняющий обязанности председателя «Демократической партии для народа» (2024—2025).

## Биография
Родился 6 декабря 1965 года в Нагое, префектура Айти, Япония.
После окончания местной школы поступил на юридический университет Токийского университета, который окончил в 1988 году со степенью в области гражданского права. После окончания обучения поступил на службу в Министерство финансов, а в 1993 году стал учиться в аспирантуре Колумбийского университета, где специализировался на международных отношениях.
На парламентских выборах в октябре 1996 года он выдвинул свою кандидатуру от «Демократической партии Японии», баллотируясь от 2-го округа префектуры Айти. В 2000 году он был вновь переизбран в Палату представителей, а в сентябре 2011 года занял пост государственного министра по специальным поручениям в кабинете Ёсихико Ноды.
С 4 декабря 2024 года по 3 марта 2025 года Фурукава временно исполнял обязанности председателя «Демократической партии для народа» после непродолжительного отстранения Юитиро Тамаки от должности.